# Campeonato Europeo de Balonmano Masculino Sub-18 de 2022
El Campeonato Europeo de Balonmano Masculino Sub-18 de 2022 es la 16.ª edición del Campeonato Europeo de Balonmano Masculino Sub-18. Se celebró en Montenegro del 4 de agosto de 2022 al 14 de agosto.

## Fase de grupos

### Grupo A
| Equipo   | J | G | E | P | GF  | GC  | DG  | PTS |
| -------- | - | - | - | - | --- | --- | --- | --- |
| Hungría  | 3 | 3 | 0 | 0 | 99  | 87  | +12 | 6   |
| Alemania | 3 | 2 | 0 | 1 | 100 | 95  | +5  | 4   |
| Islandia | 3 | 1 | 0 | 2 | 92  | 90  | +2  | 2   |
| Polonia  | 3 | 0 | 0 | 3 | 86  | 105 | -19 | 0   |

- Resultados

| Fecha | Hora  | Partido  | Partido | Partido  | Resultado |
| ----- | ----- | -------- | ------- | -------- | --------- |
| 04.08 | 13:45 | Alemania | -       | Hungría  | 32-35     |
| 04.08 | 15:45 | Islandia | -       | Polonia  | 38-25     |
| 05.08 | 14:00 | Polonia  | -       | Alemania | 29-33     |
| 05.08 | 16:00 | Hungría  | -       | Islandia | 30-23     |
| 07.08 | 14:00 | Alemania | -       | Islandia | 35-31     |
| 07.08 | 16:00 | Hungría  | -       | Polonia  | 34-32     |

### Grupo B
| Equipo     | J | G | E | P | GF  | GC  | DG  | PTS |
| ---------- | - | - | - | - | --- | --- | --- | --- |
| Portugal   | 3 | 3 | 0 | 0 | 94  | 66  | +28 | 6   |
| Croacia    | 3 | 2 | 0 | 1 | 105 | 77  | +28 | 4   |
| Montenegro | 3 | 1 | 0 | 2 | 76  | 99  | -23 | 2   |
| Italia     | 3 | 0 | 0 | 3 | 71  | 104 | -33 | 0   |

- Resultados

| Fecha | Hora  | Partido    | Partido | Partido    | Resultado |
| ----- | ----- | ---------- | ------- | ---------- | --------- |
| 04.08 | 18:00 | Portugal   | -       | Montenegro | 31-24     |
| 04.08 | 20:00 | Croacia    | -       | Italia     | 35-31     |
| 05.08 | 18:00 | Montenegro | -       | Croacia    | 21-46     |
| 05.08 | 20:00 | Italia     | -       | Portugal   | 18-38     |
| 07.08 | 18:00 | Italia     | -       | Montenegro | 22-31     |
| 07.08 | 20:00 | Croacia    | -       | Portugal   | 24-25     |

### Grupo C
| Equipo    | J | G | E | P | GF | GC | DG | PTS |
| --------- | - | - | - | - | -- | -- | -- | --- |
| Noruega   | 3 | 3 | 0 | 0 | 98 | 89 | +9 | 6   |
| Dinamarca | 3 | 1 | 1 | 1 | 92 | 86 | +6 | 3   |
| Serbia    | 3 | 1 | 1 | 1 | 83 | 85 | -2 | 3   |
| Eslovenia | 3 | 0 | 0 | 3 | 84 | 97 | -7 | 0   |

- Resultados

| Fecha | Hora  | Partido   | Partido | Partido   | Resultado |
| ----- | ----- | --------- | ------- | --------- | --------- |
| 04.08 | 18:00 | Eslovenia | -       | Noruega   | 30-31     |
| 04.08 | 20:00 | Dinamarca | -       | Serbia    | 25-25     |
| 05.08 | 18:00 | Serbia    | -       | Eslovenia | 30-25     |
| 05.08 | 20:00 | Noruega   | -       | Dinamarca | 32-31     |
| 07.08 | 18:00 | Eslovenia | -       | Dinamarca | 29-36     |
| 07.08 | 20:00 | Noruega   | -       | Serbia    | 35-28     |

### Grupo D
| Equipo      | J | G | E | P | GF  | GC  | DG  | PTS |
| ----------- | - | - | - | - | --- | --- | --- | --- |
| España      | 3 | 3 | 0 | 0 | 116 | 91  | +25 | 6   |
| Suecia      | 3 | 2 | 0 | 1 | 99  | 100 | -1  | 4   |
| Islas Feroe | 3 | 1 | 0 | 2 | 83  | 93  | -10 | 2   |
| Francia     | 3 | 0 | 0 | 3 | 90  | 104 | -14 | 0   |

- Resultados

| Fecha | Hora  | Partido     | Partido | Partido     | Resultado |
| ----- | ----- | ----------- | ------- | ----------- | --------- |
| 04.08 | 14:00 | España      | -       | Francia     | 41-33     |
| 04.08 | 16:00 | Suecia      | -       | Islas Feroe | 32-29     |
| 05.08 | 14:00 | Islas Feroe | -       | España      | 25-35     |
| 05.08 | 16:00 | Francia     | -       | Suecia      | 31-34     |
| 07.08 | 14:00 | España      | -       | Suecia      | 40-33     |
| 07.08 | 16:00 | Francia     | -       | Islas Feroe | 26-29     |

## Fase de ganadores

### Grupo I
| Equipo   | J | G | E | P | GF | GC | DG | PTS |
| -------- | - | - | - | - | -- | -- | -- | --- |
| Hungría  | 3 | 2 | 0 | 1 | 84 | 83 | +1 | 4   |
| Alemania | 3 | 1 | 1 | 1 | 89 | 84 | +5 | 3   |
| Portugal | 3 | 1 | 1 | 1 | 71 | 71 | 0  | 3   |
| Croacia  | 3 | 1 | 0 | 2 | 78 | 84 | -6 | 2   |

- Resultados

| Fecha | Hora  | Partido  | Partido | Partido  | Resultado |
| ----- | ----- | -------- | ------- | -------- | --------- |
| 09.08 | 18:00 | Alemania | -       | Croacia  | 34-26     |
| 09.08 | 20:00 | Hungría  | -       | Portugal | 24-23     |
| 10.08 | 18:00 | Croacia  | -       | Hungría  | 28-25     |
| 10.08 | 20:00 | Portugal | -       | Alemania | 23-23     |

### Grupo II
| Equipo    | J | G | E | P | GF  | GC | DG  | PTS |
| --------- | - | - | - | - | --- | -- | --- | --- |
| España    | 3 | 3 | 0 | 0 | 106 | 91 | +15 | 6   |
| Suecia    | 3 | 2 | 0 | 1 | 93  | 94 | -1  | 4   |
| Noruega   | 3 | 1 | 0 | 2 | 87  | 96 | -9  | 2   |
| Dinamarca | 3 | 0 | 0 | 3 | 88  | 93 | -5  | 0   |

- Resultados

| Fecha | Hora  | Partido   | Partido | Partido   | Resultado |
| ----- | ----- | --------- | ------- | --------- | --------- |
| 09.08 | 18:00 | Dinamarca | -       | Suecia    | 29-32     |
| 09.08 | 20:00 | Noruega   | -       | España    | 30-37     |
| 10.08 | 18:00 | Suecia    | -       | Noruega   | 28-25     |
| 10.08 | 20:00 | España    | -       | Dinamarca | 29-28     |

## Fase de perdedores

### Grupo III
| Equipo     | J | G | E | P | GF  | GC | DG  | PTS |
| ---------- | - | - | - | - | --- | -- | --- | --- |
| Islandia   | 3 | 3 | 0 | 0 | 102 | 82 | +20 | 6   |
| Montenegro | 3 | 2 | 0 | 1 | 90  | 79 | +11 | 4   |
| Polonia    | 3 | 1 | 0 | 2 | 83  | 97 | -14 | 2   |
| Italia     | 3 | 0 | 0 | 3 | 79  | 96 | -17 | 0   |

- Resultados

| Fecha | Hora  | Partido    | Partido | Partido    | Resultado |
| ----- | ----- | ---------- | ------- | ---------- | --------- |
| 09.08 | 14:00 | Polonia    | -       | Italia     | 31-29     |
| 09.08 | 16:00 | Islandia   | -       | Montenegro | 30-29     |
| 10.08 | 14:00 | Italia     | -       | Islandia   | 28-34     |
| 10.08 | 16:00 | Montenegro | -       | Polonia    | 30-27     |

### Grupo IV
| Equipo      | J | G | E | P | GF | GC | DG | PTS |
| ----------- | - | - | - | - | -- | -- | -- | --- |
| Islas Feroe | 3 | 2 | 0 | 1 | 81 | 83 | -2 | 4   |
| Eslovenia   | 3 | 1 | 1 | 1 | 83 | 78 | +5 | 3   |
| Francia     | 3 | 1 | 1 | 1 | 90 | 89 | +1 | 3   |
| Serbia      | 3 | 1 | 0 | 2 | 89 | 93 | -4 | 2   |

- Resultados

| Fecha | Hora  | Partido     | Partido | Partido     | Resultado |
| ----- | ----- | ----------- | ------- | ----------- | --------- |
| 09.08 | 14:00 | Eslovenia   | -       | Francia     | 25-25     |
| 09.08 | 16:00 | Serbia      | -       | Islas Feroe | 24-29     |
| 10.08 | 14:00 | Francia     | -       | Serbia      | 39-35     |
| 10.08 | 16:00 | Islas Feroe | -       | Eslovenia   | 23-33     |

## Posiciones 9.ª a 16.ª

### Novena posición
|  | Semifinales  | Semifinales  |    |            | 9.ª plaza    | 9.ª plaza    |  |
|  | 12 de agosto | 12 de agosto |    |            | 13 de agosto | 13 de agosto |  |
|  |              |              |    |            |              |              |  |
|  |              |              |    |            |              |              |  |
|  | Islas Feroe  | 30           |    |            |              |              |  |
|  | Montenegro   | 24           |    |            |              |              |  |
|  |              |              |    |            |              |              |  |
|  |              |              |    |            |              |              |  |
|  |              |              |    |            | Islas Feroe  | 29           |  |
|  |              | Islandia     | 27 |            |              |              |  |
|  |              |              |    |            |              |              |  |
|  |              |              |    |            |              |              |  |
|  |              |              |    |            | 11.ª plaza   |              |  |
|  |              |              |    |            |              |              |  |
|  | Islandia     | 30           |    | Montenegro | 26           |              |  |
|  | Eslovenia    | 29           |    |            | Eslovenia    | 28           |  |

### Decimotercera posición
|  | Semifinales  | Semifinales  |    |        | 13.ª plaza   | 13.ª plaza   |  |
|  | 12 de agosto | 12 de agosto |    |        | 13 de agosto | 13 de agosto |  |
|  |              |              |    |        |              |              |  |
|  |              |              |    |        |              |              |  |
|  | Francia      | 39           |    |        |              |              |  |
|  | Italia       | 27           |    |        |              |              |  |
|  |              |              |    |        |              |              |  |
|  |              |              |    |        |              |              |  |
|  |              |              |    |        | Francia      | 24           |  |
|  |              | Serbia       | 28 |        |              |              |  |
|  |              |              |    |        |              |              |  |
|  |              |              |    |        |              |              |  |
|  |              |              |    |        | 15.ª plaza   |              |  |
|  |              |              |    |        |              |              |  |
|  | Polonia      | 30           |    | Italia | 34           |              |  |
|  | Serbia       | 33           |    |        | Polonia      | 39           |  |

## Quinta posición
|  | Semifinales  | Semifinales  |    |         | 5.ª plaza    | 5.ª plaza    |  |
|  | 12 de agosto | 12 de agosto |    |         | 14 de agosto | 14 de agosto |  |
|  |              |              |    |         |              |              |  |
|  |              |              |    |         |              |              |  |
|  | Noruega      | 26           |    |         |              |              |  |
|  | Croacia      | 29           |    |         |              |              |  |
|  |              |              |    |         |              |              |  |
|  |              |              |    |         |              |              |  |
|  |              |              |    |         | Croacia      | 28           |  |
|  |              | Dinamarca    | 26 |         |              |              |  |
|  |              |              |    |         |              |              |  |
|  |              |              |    |         |              |              |  |
|  |              |              |    |         | 7.ª plaza    |              |  |
|  |              |              |    |         |              |              |  |
|  | Portugal     | 32           |    | Noruega | 35           |              |  |
|  | Dinamarca    | 33           |    |         | Portugal     | 30           |  |

## Fase final
|  | Semifinales  | Semifinales  |    |          | Final        | Final        |  |
|  | 12 de agosto | 12 de agosto |    |          | 14 de agosto | 14 de agosto |  |
|  |              |              |    |          |              |              |  |
|  |              |              |    |          |              |              |  |
|  | España       | 32           |    |          |              |              |  |
|  | Alemania     | 29           |    |          |              |              |  |
|  |              |              |    |          |              |              |  |
|  |              |              |    |          |              |              |  |
|  |              |              |    |          | España       | 34           |  |
|  |              | Suecia       | 32 |          |              |              |  |
|  |              |              |    |          |              |              |  |
|  |              |              |    |          |              |              |  |
|  |              |              |    |          | 3.ª plaza    |              |  |
|  |              |              |    |          |              |              |  |
|  | Hungría      | 30           |    | Alemania | 29           |              |  |
|  | Suecia       | 33           |    |          | Hungría      | 22           |  |

### Semifinales
- Resultados

| Fecha | Hora  | Partido | Partido | Partido  | Resultado |
| ----- | ----- | ------- | ------- | -------- | --------- |
| 12.08 | 18:00 | Hungría | -       | Suecia   | 30-33     |
| 12.08 | 20:30 | España  | -       | Alemania | 32-29     |

### Tercera plaza
- Resultados

| Fecha | Hora  | Partido | Partido | Partido  | Resultado |
| ----- | ----- | ------- | ------- | -------- | --------- |
| 14.08 | 15:00 | Hungría | -       | Alemania | 22-29     |

### Final
- Resultados

| Fecha | Hora  | Partido | Partido | Partido | Resultado |
| ----- | ----- | ------- | ------- | ------- | --------- |
| 12.08 | 17:30 | España  | -       | Suecia  | 34-32     |

| Europeo sub-18 2022 |
| ------------------- |
|                     |
| España 2.o Título   |

## Clasificación general
| Posición | Equipo      |
| -------- | ----------- |
|          | España      |
|          | Suecia      |
|          | Alemania    |
| 4        | Hungría     |
| 5        | Croacia     |
| 6        | Dinamarca   |
| 7        | Noruega     |
| 8        | Portugal    |
| 9        | Islas Feroe |
| 10       | Islandia    |
| 11       | Eslovenia   |
| 12       | Montenegro  |
| 13       | Serbia      |
| 14       | Francia (D) |
| 15       | Polonia (D) |
| 16       | Italia (D)  |